# Schloss Nádasdy

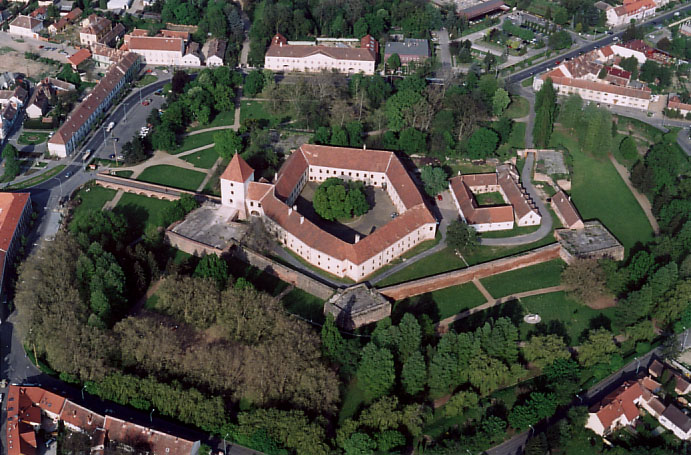
Luftbild von Schloss Nádasdy in Sárvár

Das Schloss Nádasdy [ˈnaːdɒʒdi] ist ein befestigtes Schloss in der Stadt Sárvár in Ungarn.
Das kastellartige ehemalige Wasserschloss Nádasdy wurde in der Renaissance um 1560 anstelle einer älteren Anlage errichtet. Die ursprüngliche Anlage, die die landnehmenden Magyaren errichtet hatten, war eine frühmittelalterliche Lehmburg gewesen. Diese befand sich aber einige Hundert Meter entfernt.
Die Renaissanceanlage wurde später barock umgebaut und im Inneren dem neuen Zeitgeschmack entsprechend umgestaltet. Zu Beginn des 17. Jahrhunderts lebte hier die später als Mörderin verurteilte Gräfin Elisabeth Báthory. Im Prunksaal der Anlage sind die siegreichen Schlachten ihres Gatten Ferenc Nádasdy, des „Schwarzen Ritters“, gegen die Türken auf Bildern des Wiener Malers Hans Rudolf Müller von 1653 dargestellt. 1769 gestaltete Stephan Dorfmeister den Festsaal und das Turmzimmer mit Fresken, die Szenen aus dem Alten Testament darstellen, so u. a. Mordechai und Ester, Samson und Delila David und Goliath, Ahasver und Ester, Josue, Judith und Holofernes, Jahel und Sisera, Opferbringung von Gedeon und die Ölung von David zum König.
Im Jahr 1875 erbten die Wittelsbacher das Schloss von Herzog Franz V. von Modena und blieben die letzten Eigentümer vor der Verstaatlichung des Schlosses nach dem Zweiten Weltkrieg. 1921 starb hier auf einer Reise Ludwig III., bis 1918 letzter bayerischer König. Sein jüngerer Sohn Prinz Franz erbte das Schloss in Sárvár. Die ab 1939 in der Emigration in Budapest lebende Familie seines Neffen Albrecht von Bayern besuchte ihn hier wiederholt.
1945 wurden sowjetische Truppen in das Schloss einquartiert, bevor 1949 das nun verstaatlichte Schloss an die Stadt Sárvár übergeben wurde, die darin Wohnungen und eine Landwirtschaftsschule errichtete. In den 1960er und 1970er Jahren wurden die Wohnungen und die Schule verlagert, das Schloss wurde restauriert, und die Stadtbücherei mit einem Kulturzentrum sowie einem Trausaal zog ein.
Heute ist der ehemalige Wassergraben trockengelegt und wurde in einen kleinen Park verwandelt. Die Anlage ist zu besichtigen und beherbergt das Ferenc-Nádasdy-Museum.